# Gerard Kerkum
Gerardus ”Gerard” Gosewinus Kerkum (17. december 1930 - 26. maj 2018) var en hollandsk fodboldspiller (forsvarer).
Kerkum spillede hele sin karriere, fra 1951 til 1965, hos Feyenoord i sin fødeby. Her var han med til at vinde tre hollandske mesterskaber og én pokaltitel. Han var i mange år desuden klubbens anfører.
For det hollandske landshold spillede Kerkum én kamp, en venskabskamp mod Schweiz 18. maj 1960. 

## Titler
Æresdivisionen
- 1961, 1962 og 1965 med Feyenoord

KNVB Cup
- 1965 med Feyenoord